# Filip II Habsburg
Filip II (ur. 21 maja 1527 w Valladolid, zm. 13 września 1598 w Eskurialu) – król Neapolu i Sycylii w latach 1554–1598, władca Niderlandów w latach 1555–1598, król Hiszpanii w latach 1556–1598 i Portugalii w latach 1580–1598 jako Filip I, z dynastii Habsburgów. Syn Karola V Habsburga oraz Izabelli Aviz (córki króla Portugalii Manuela I Szczęśliwego). Ojciec króla Hiszpanii i Portugalii, Filipa III. W historiografii hiszpańskiej jest, obok swojego ojca, zaliczany do tak zwanych Habsburgów większych (mayores), w odróżnieniu od swoich potomków, Habsburgów mniejszych (menores). Rozbudował odziedziczone po ojcu, pierwsze w dziejach supermocarstwo o zasięgu globalnym. Obejmowało ono dużą część Europy, a dzięki opanowaniu Portugalii, również niemal wszystkie europejskie kolonie: znaczne obszary obydwu Ameryk, forty nadbrzeżne Afryki i Indii oraz Filipiny (nazwane tak na jego cześć). Wtedy właśnie ukuto wyrażenie o imperium, w którym słońce nigdy nie zachodzi (przypisywane jest ono ojcu Filipa, Karolowi V); również w sferze kultury panowanie Filipa II uchodzi za złoty wiek Hiszpanii. Z rządami Filipa związane są też pierwsze poważne klęski zwiastujące zmierzch imperium hiszpańskiego za jego następców: bunt w Niderlandach, który przerodził się w osiemdziesięcioletnią wojnę i zakończył utratą ich północnej części oraz klęska Wielkiej Armady w walce z Anglią.

## Wczesne lata życia i osobowość króla

Herb Filipa II

Filip urodził się w 1527 i był jedynym synem cesarza Karola V, który dożył lat sprawnych. W 1539 został mianowany regentem Kastylii. W 1554 ojciec powierzył mu koronę Neapolu i Sycylii. Jeszcze w tym samym roku, z okazji małżeństwa z Marią Tudor, ojciec nadał mu tytuł króla Chile. W 1555 objął rządy namiestnicze w Niderlandach. Po abdykacji ojca w 1556 został królem Hiszpanii. Od 1559 Filip nie opuszczał Półwyspu Iberyjskiego.
Powierzając Filipowi władzę regencyjną nad całą Hiszpanią w 1543, cesarz Karol przekazał mu instrukcję, jak syn powinien sprawować rządy. Miał nie oddać obcym ani skrawka odziedziczonych ziem, zwalczać herezje i heretyków oraz dbać o finanse państwa.
Nowy król był introwertykiem i gorliwym katolikiem, całe życie zwalczał herezje. Od protestantów otrzymał przydomek „Szatan południa”. Był tytanem pracy, całe dnie spędzał na czytaniu raportów. Apodyktyczny, potrafił jednak trzeźwo i ze stoickim spokojem oceniać sytuację (np. gdy książę Medina Sidonia powrócił po klęsce Wielkiej Armady).
Filip nie lubił wojny i starał się unikać bezpośredniego udziału w działaniach wojennych. Te prowadzili za niego jego wodzowie, do których miał szczęśliwą rękę. Można tu wymienić Fernando Alvareza de Toledo, księcia Alby, hrabiego Egmont, księcia Emanuela Filiberta Sabaudzkiego, księcia Aleksandra Farnese i Don Juana de Austrię.

## Polityka wewnętrzna
Rządy w Hiszpanii były trudnym zadaniem, głównie ze względu na rozbudowane partykularyzmy dzielnicowe. Zgromadzenia szlachty, czyli Kortezy, istniały w Kastylii, Nawarze, a w Aragonii były aż trzy. Każde z nich zazdrośnie pilnowało dzielnicowych przywilejów. Filip przebywał głównie w wybudowanym przez siebie zespole pałacowo-klasztornym Eskurialu. Stolicę przeniósł w 1560 z Toledo do Madrytu. Filip rządził w sposób absolutny, dla wykonywania jego poleceń powstał rozbudowany aparat biurokratyczny. Celem Filipa była unifikacja poszczególnych hiszpańskich królestw. Udało się to tylko w przypadku Aragonii.
Likwidacja znacznej części odrębności tego królestwa wiązała się z konfliktami na dworze królewskim. Po objęciu tronu przez Filipa w Radzie Królewskiej ścierały się dwie frakcje. Główną różnicą między tymi frakcjami były poglądy na sposób rozwiązania konfliktów w Niderlandach. Frakcji wojennej przewodził książę Alba, frakcji pokojowej książę Éboli. Ten ostatni zmarł w 1573 i zastąpił go Antonio Pérez. Wkrótce nawiązał on romans z wdową po księciu Éboli.
W 1578 do Hiszpanii przybył sekretarz walczącego z niderlandzkimi buntownikami Don Juana de Austrii, Juan de Escobedo, dawny protegowany Péreza. Na miejscu uznał on, że potężny minister działa na szkodę jego pana i doniósł królowi, że Pérez i księżna Éboli spiskują przeciwko niemu razem z niderlandzkimi powstańcami. Pérez dowiedział się o tym i Escobedo został w 1578 zamordowany na madryckiej ulicy. O zlecenie morderstwa powszechnie oskarżano potężnego ministra. Król zlecił swojemu sekretarzowi, Mateo Vazquezowi, śledztwo w tej sprawie. Uwięziony w 1579 i torturowany Pérez przyznał się do wszystkiego. Nie wyciągnięto jednak w stosunku do niego żadnych innych konsekwencji. W kwietniu 1590 udało mu się uciec z więzienia, po czym udał się do rodzinnej Aragonii.
Prowincja ta była wówczas miejscem ogromnych napięć. W 1587 król postanowił odebrać leżące na francuskim pograniczu hrabstwo Ribagorza jego posiadaczowi, księciu Villahermosie. Popierali go w tych dążeniach mieszkańcy hrabstwa. Na przeszkodzie stanął Najwyższy Sędzia Aragonii, Jan z Lanuzy, który uznał działania króla za bezprawne. Wtedy jeszcze królowie musieli liczyć się z jego opiniami. Te nie przypadły z kolei do gustu mieszkańcom hrabstwa, którzy zbuntowali się przeciwko Villahermosie. Bunt został jednak krwawo stłumiony, a przywódcy zamordowani. Wówczas królewski doradca, Chinchón, wysłał do Ribagorzy wojska, który usunęły Villahermosę z tych terenów. Aragonia pogrążyła się w chaosie. Na drogach rozpoczęły się napady na królewskie transporty z pieniędzmi.
W takiej sytuacji do Aragonii przybył w 1590 Pérez i oddał się pod sąd Najwyższego Sędziego Aragonii. Tym samym umknął jurysdykcji królewskiej. Jedyną szansą na wydobycie go z więzienia Najwyższego Sędziego było oddanie go w ręce Świętej Inkwizycji. Kiedy jednak miano przewieźć Péreza z jednego więzienia do drugiego w Saragossie, gdzie był osadzony, wybuchły zamieszki. Tłum odebrał go konwojentom i ponownie umieścił w więzieniu sędziego. Wicekról Aragonii został zamordowany. Filip zdecydował się na zbrojną interwencję. W 1592, pod pozorem wyprawy przeciwko Francji, wojska królewskie wkroczyły do Aragonii, szybko likwidując kolejne ogniska buntu. Pérez uciekł do Francji, gdzie zmarł w 1611. Inni odpowiedzialni za rozruchy zostali straceni. Książę Villahermosa, który jako jedyny z arystokratów poparł bunt, zmarł w więzieniu.
Sprawa Péreza dała Filipowi argument za likwidacją partykularyzmów aragońskich. Od tamtej pory Najwyższy Sędzia mógł zostać odwołany przez króla. Urząd wicekróla mógł zostać powierzony osobom spoza Aragonii. Odebrano prawie wszystkie uprawnienia aragońskim Kortezom. Były one od tej pory zwoływane tylko dla spraw podatkowych.

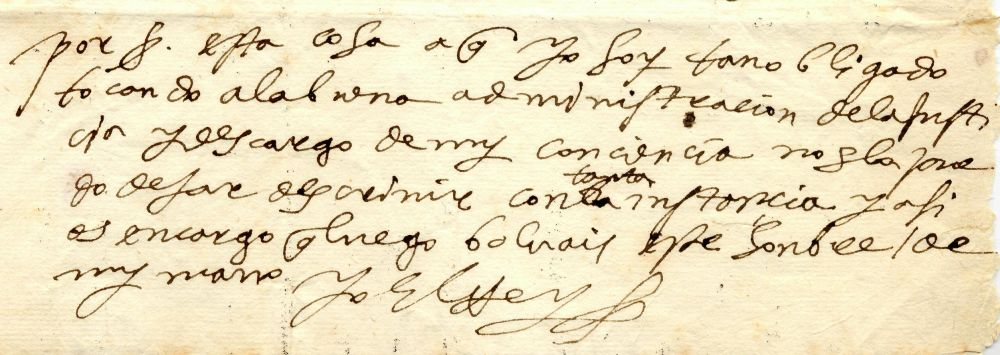
Dokument z podpisem Filipa II

Filip II znacznie rozwinął zasięg działania inkwizycji, a podległość ortodoksji Kościoła ustanowił jako jeden z najważniejszych celów swojej polityki. W 1559, trzy lata po dojściu Filipa do władzy, uchwalono przepisy zakazujące studentom podróży zagranicznych oraz wprowadzające cenzurę, na której czele stali dostojnicy inkwizycji. Zabroniono importu książek oraz starano się usunąć wszystkie dzieła luterańskiej i kalwińskiej literatury, mając nadzieję na uniknięcie panującego we Francji chaosu. W 1587 Filip wcielił Zakon Rycerzy z Montesy do korony aragońskiej.
Panowanie Filipa to początek ekonomicznego kryzysu Hiszpanii. Gigantyczny import złota i srebra z kolonii podkopał ekonomiczne podstawy państwa. Pieniądz zaczął stopniowo tracić na wartości. Kraj nawiedzały kryzysy ekonomiczne. Filip musiał cztery razy ogłaszać bankructwo swojego królestwa. "Owoce” kryzysu zebrały jednak dopiero następne pokolenia.

## Polityka zagraniczna
Od początku panowania Filipa II głównymi rywalami Hiszpanii były inne wielkie mocarstwa: Francja, Imperium Osmańskie i Anglia. Pod koniec XVI w. dołączyła do nich Holandia, która uniezależniła się od Hiszpanii w trakcie powstania w Niderlandach, co stanowiło największą porażkę Filipa II. Zrekompensował ją częściowo sukcesem, jakim było opanowanie Portugalii (wraz  z jej koloniami).

### Wojny z Francją
Od początku swojego panowania Filip musiał toczyć wojnę z Francją, rozpoczętą jeszcze przez swojego ojca. W 1557 Francuzi ponieśli klęskę pod Saint-Quentin. Rok później przegrali pod Gravelines. 3 kwietnia 1559 Francja i Hiszpania podpisały pokój w Cateau-Cambrésis, kończący wojny włoskie trwające od 1494. Francuzi zrzekali się swoich pretensji do Włoch, Hiszpanie pozostawiali im nabytki terytorialne w Lotaryngii.
Przez kolejne lata Francja była targana wojnami religijnymi między hugenotami a Ligą Katolicką. Filip nie brał udziału w tym konflikcie do 1584, kiedy to zmarł młodszy brat króla Francji, Franciszek Hercules Walezjusz. Król Henryk III nie posiadał męskiego potomka. Był równocześnie ostatnim męskim przedstawicielem dynastii Walezjuszów. Jego bezpotomna śmierć oznaczała, że tron Francji przypadnie hugenotowi, królowi Nawarry Henrykowi Burbonowi. To było nie do zaakceptowania dla Filipa, który zaczął finansowo wspierać Ligę Katolicką. W 1586 wybuchła kolejna wojna. W 1589 król Henryk III został zamordowany przez fanatycznego mnicha. Henryk z Nawarry został królem jako Henryk IV.
14 marca 1590 Henryk IV pokonał wojska Ligi Katolickiej pod Ivry i rozpoczął oblężenie Paryża. Od zawsze prokatolickie mieszczaństwo stolicy nie zamierzało kapitulować przed heretykiem, nawet kiedy zaglądała im w oczy śmierć głodowa. Doczekali jednak hiszpańskiej odsieczy, którą z Niderlandów przywiódł książę Farnese. Książę odparł później Henryka spod murów Rouen. Interwencja Hiszpanów we Francji dała zbuntowanym prowincjom niderlandzkim czas na ochłonięcie i zebranie sił, które pozwoliły z powodzeniem walczyć z Hiszpanią w następnych latach, zwłaszcza, że książę Farnese zmarł w grudniu 1592.
W lipcu 1593 Henryk IV doszedł do słynnego wniosku, że Paryż wart jest mszy i przeszedł na katolicyzm. W 1595 papież Klemens VIII zdjął zeń klątwy kościelne. Walki z Hiszpanami trwały nadal, ale sukcesy odnosili Francuzi. W końcu 2 maja 1598 podpisano pokój w Vervins, na mocy którego Francuzi odzyskiwali utracone terytoria, a wojska hiszpańskie opuszczały ich kraj.

### Turcy na Morzu Śródziemnym
Początek panowania Filipa to okres nasilonej ekspansji Turcji osmańskiej w zachodniej części Morza Śródziemnego. Turcja za panowania sułtana Sulejmana Wspaniałego znajdowała się w zenicie swojej potęgi i prowadziła bardzo ekspansywną politykę.
Już w 1558 turecki admirał Pijal Pasza zdobył Baleary. Wcześniej działał jeszcze na wodach okalających południową część półwyspu Apenińskiego, która również znajdowała się pod władzą Filipa. Zwycięstwa odnoszone przez Turków stworzyły mit, że są niezwyciężeni, co powiększało panikę na obszarach będących w zasięgu ich działań. Po utracie Balearów Filip zaapelował do papieża Pawła IV i innych europejskich monarchów o pomoc w zorganizowaniu działań przeciwko Turcji.
Jego starania przyniosły efekty w 1560, kiedy powstała Liga Święta, zrzeszająca Hiszpanię, Wenecję, Genuę, Państwo Kościelne, Sabaudię i zakon joannitów (osiadły na Malcie). Zgromadzona w Mesynie flota liczyła 200 okrętów i 30 tysięcy ludzi. Dowodził nią Giovanni Andrea Doria, krewniak słynnego genueńskiego admirała Andrei Dorii. 10 lutego 1560 flota poniosła kotwicę i wypłynęła w kierunku Trypolisu. 12 marca zdobyto Dżerbę, ważną strategicznie wyspę u wybrzeży Tunezji, pozwalającą kontrolować szlaki morskie z Algieru do Trypolisu.

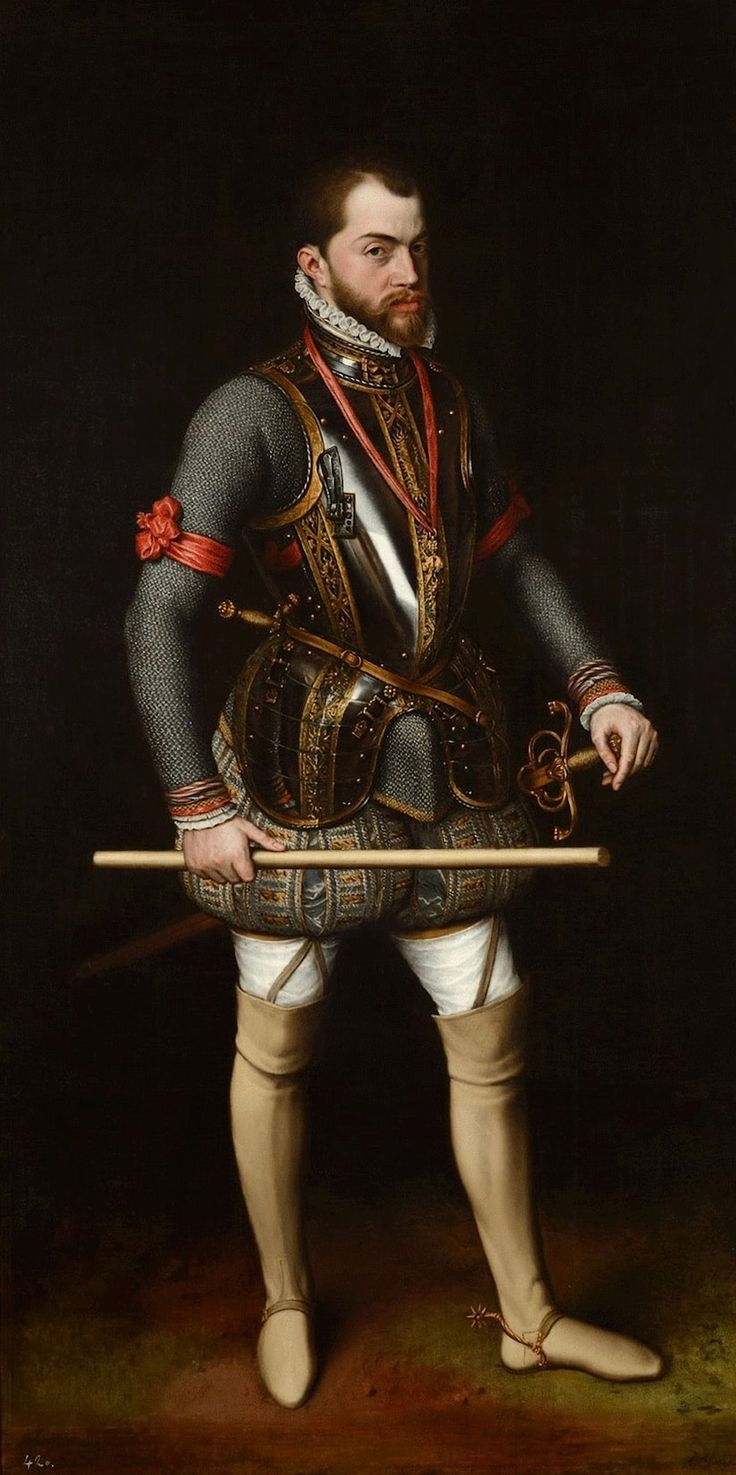
Portret Filipa II autorstwa Antonio Moro (1557)

W odpowiedzi na działania Ligi Sulejman wysłał na Dżerbę flotę 120 okrętów pod wodzą Pijala Paszy. Flota dotarła na miejsce 9 maja. Rozpoczęła się bitwa pod Dżerbą. 12 maja siły tureckie zostały wzmocnione okrętami Turguta Reisa. Bitwa zakończyła się 14 maja całkowitą klęską chrześcijan. Utracono 60 okrętów i 20 tysięcy ludzi, a admirał Doria ledwo wydostał się z miejsca bitwy. Wkrótce Turcy zdobyli wyspę. Komendant garnizonu, Don Alvaro de Sande, próbował uciec, ale został schwytany.
Przełomem w walce z Turkami okazało się oblężenie Malty w dniach 19 maja – 8 września 1565. Bezskuteczne oblężenie, a następnie odwrót z wyspy zdaniem wielu historyków oznaczały kres osmańskiej ekspansji na Morzu Śródziemnym. W 1570 powstała kolejna Liga Święta. 7 października 1571 dowodzący flotą Ligi przyrodni brat Filipa, Don Juan de Austria, nieślubny syn Karola V, zniszczył turecką flotę pod Lepanto. W 1573 Don Juan zdobył Tunis, który został jednak utracony już w 1574. Pokój z Turcją Osmańską został podpisany w 1585.

### Powstanie w Niderlandach
Niderlandy już od czasów Karola V stanowiły ekonomiczne zaplecze dla polityki hiszpańskich Habsburgów. Posiadały rozwinięty przemysł i silną flotę handlową. Jednak już za Karola V sytuacja w Niderlandach zaczęła się komplikować. W północnych prowincjach dużą popularność zyskała doktryna kalwinizmu. Za Karola V dochodziło już do pewnych konfliktów, ale jeszcze mało znaczących. Objęcie tronu przez Filipa II, „Szatana Południa”, pogłębiło jednak religijne konflikty w Dolnych Krajach (południowe prowincje pozostały w większości katolickie).
Karol V powierzył synowi rządy w Niderlandach w 1555. Rok później jednak abdykował i Filip wyjechał do Hiszpanii. Rządy namiestnicze przekazał swojej przyrodniej siostrze, Małgorzacie Parmeńskiej. Filip szybko przystąpił do działań mających na celu umocnienie pozycji katolicyzmu w Niderlandach. Wspierali te działania namiestniczka Małgorzata i przewodniczący Rady Stanu Antoine Perrenot de Granvella. Prokatolicka polityka Filipa spotkała się ze sprzeciwem trzech wpływowych członków Rady – księcia Wilhelma Orańskiego, Filipa Hoorna i hrabiego Egmont. W 1561 założyli oni Ligę Możnych i postulowali zmianę polityki madryckiego dworu wobec Niderlandów.
Ich sugestie nie zostały jednak wysłuchane. Poza kosmetycznymi zmianami (odwołanie Granvelli i mniej rzucająca się w oczy działalność inkwizycji) polityka hiszpańska pozostała na tych samym torach. Musiało to w końcu doprowadzić do konfliktu. Zaczął się on pod koniec 1565, kiedy przedstawiciele szlachty niderlandzkiej podpisali tzw. kompromis brukselski. 5 kwietnia 1566 delegacja szlachty przybyła do pałacu Małgorzaty Parmeńskiej, aby przedstawić jej kompromis. Jeden z dostojników namiestniczki nazwał wówczas delegatów „żebrakami”, po francusku gueux. Weźmie się od tego nazwa ruchu wyzwoleńczego – gezowie.
Małgorzata obiecała delegatom spełnić ich żądania. Sprawę przedstawiono królowi. W Madrycie zastanawiano się przez chwilę nad zmianą polityki, ale ostatecznie zdecydowano się pozostać przy dotychczasowym kursie. W 1567 protestanckie mieszczaństwo Antwerpii sprofanowało miejscowy kościół. To dla Arcykatolickiego Króla było już za wiele. Do Niderlandów ruszył jeden z najwybitniejszych wodzów Filipa, znany z okrucieństwa Fernando Alvarez de Toledo, 3. książę Alba. Jego rządy w Niderlandach trwały 6 lat i upłynęły pod znakiem terroru i represji. Niedługo po przybyciu na miejsce książę powołał nadzwyczajny sąd, 12-osobową Radę Zaburzeń. Mimo apeli cesarza Maksymiliana II Rada skazała na śmierć Hoorna i Egmonta. Ścięto ich na rynku w Brukseli 5 czerwca 1568. Wilhelm Orański na wieść o przyjeździe księcia Alby uciekł za granicę.
Na kraj nałożono ogromne podatki. Szczególnie znienawidzony był tzw. dziesiąty fenig, czyli dziesiąta część ceny sprzedanej nieruchomości, którą należało oddać do skarbu państwa. Nadmierne podatki i terror religijny spowodowały w 1568 rozpoczęcie działań wojennych. 23 kwietnia stoczono pierwszą bitwę tej niewypowiedzianej wojny – pod Rheindalen. 1 kwietnia 1572 „gezowie morscy” zdobyli twierdzę Briel u ujścia Mozy. To wydarzenie jest uznawane za początek wojny wyzwoleńczej Niderlandów. Do Niderlandów powrócił Wilhelm Orański i stanął na czele buntowników. Alba robił, co mógł, ale sytuacja wymykała się spod kontroli. W 1573 popadł w niełaskę i został odwołany ze stanowiska. Zastąpił go Luis de Zúñiga y Requesens.
Nowy namiestnik zniósł Radę Zaburzeń, ale nie uspokoiło to sytuacji. Zmarł nagle w 1576 i zastąpił go Don Juan de Austria. Nim przybył on na miejsce, 4 listopada 1576 żołnierze hiszpańskiego garnizonu Antwerpii dokonali masakry miasta. W odpowiedzi obradujące w Gandawie Stany Generalne ogłosiły 8 listopada rozpoczęcie wojny z Hiszpanią. Kiedy de Austria przybył do Niderlandów, rozpoczęły się negocjacje. W lutym 1577 tak zwany wieczysty edykt wprowadził w Niderlandach tolerancję religijną. Nie zakończyło to wojny. Zwycięstwo de Austrii pod Gembloux w 1578 przyczyniło się do podziału Niderlandów na katolickie południe i protestancką północ. De Austria nie doczekał się jednak pomocy z Hiszpanii i zmarł w 1579.

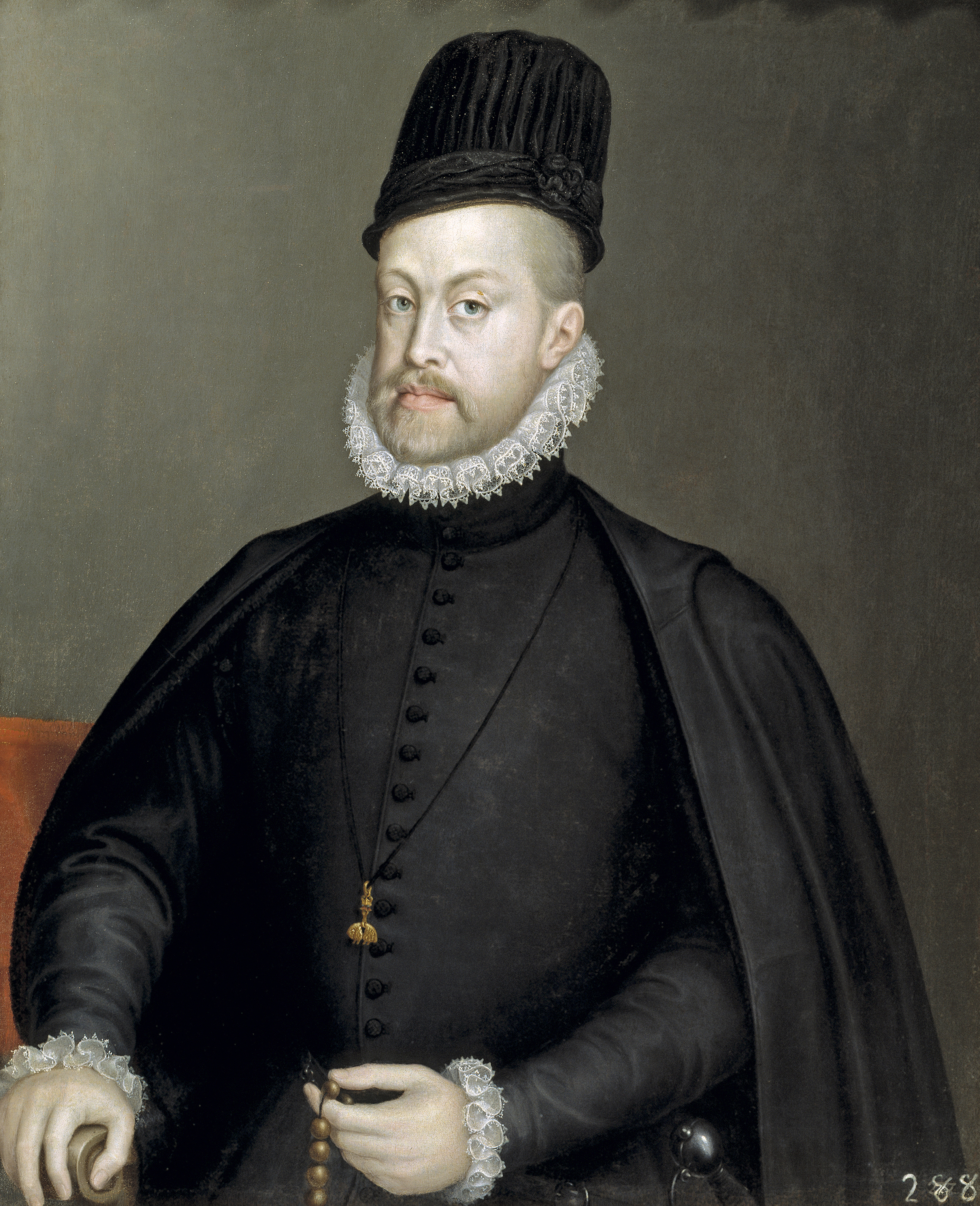
Portret króla Filipa II autorstwa Sofonisba Anguissola (1565)

Jego następca, książę Aleksander Farnese, umiejętnie wykorzystał sprzeczności między katolikami i protestantami i w 1579 doprowadził do podpisania unii w Arras 6 stycznia 1579, w której południowe prowincje opowiedziały się za pozostaniem przy Hiszpanii. W odpowiedzi 23 stycznia prowincje północne podpisały unię w Utrechcie, odrywając się od Hiszpanii i tworząc Republikę Zjednoczonych Prowincji. W ciągu następnych kilku lat Farnese zdobył wszystkie protestanckie twierdze w południowych prowincjach, ale na podbój północy nie pozwoliły działania Filipa II, który odciągał księcia od prowadzenia wojny powierzając mu różne inne zadania.
Niewspierany przez Madryt, oskarżany o nielojalność wobec króla Farnese do 1592 odnosił liczne sukcesy militarne. Po jego śmierci zabrakło w Niderlandach dobrego dowódcy. Następca zamordowanego w 1584 Wilhelma Orańskiego, Maurycy Orański, odnosił więc liczne sukcesy. Rozejm został podpisany dopiero w 1609, 11 lat po śmierci Filipa.
Król Filip przyczynił się do rebelii w Niderlandach swoją polityką przymusowej katolicyzacji i represji wobec opornych. Podczas wojny jego nieufność i zazdrość wobec odnoszących sukcesy podkomendnych (np. de Austrii i Farnesego) spowodowała, że Hiszpanie nie potrafili zadać zbuntowanym prowincjom poważniejszych ciosów.

### Konflikt z Anglią
Po ślubie z Marią I Tudor 25 lipca 1554 jako jej małżonek Filip został królem Anglii iure uxoris. Realna władza w królestwie spoczywała jednak w rękach Marii. Małżeństwo to rozczarowało Filipa. Maria była kobietą niezbyt urodziwą i starszą od niego o 11 lat. W listopadzie 1554 Maria ogłosiła, że jest w ciąży, co jednak nie potwierdziło się. Stosunki między małżonkami uległy ochłodzeniu. W 1555 papież Paweł IV nadał Filipowi i Marii tytuł „króla Irlandii”, jednak nie niósł on za sobą rzeczywistej władzy. We wrześniu 1555 pod byle pretekstem Filip opuścił Anglię. Wcześniej przyczynił się do uwolnienia z więzienia siostry Marii, Elżbiety. Filip ponownie przybył do Anglii w marcu 1557, już jako król Hiszpanii, by namówić żonę do przystąpienia do wojny z Francją. Jego misja zakończyła się sukcesem.
Maria zmarła w 1558 i tron objęła jej siostra Elżbieta I, gorliwa protestantka. Filip, chcąc utrzymać władzę nad Anglią, chciał ją poślubić, ale nowa królowa odrzuciła jego zaloty. Między Arcykatolickim Królem a protestancką królową narastał konflikt. Filip wspierał buntujących się irlandzkich katolików, natomiast Elżbieta powstańców w Niderlandach (początkowo potajemnie, po zamordowaniu Wilhelma Orańskiego już jawnie). Angielscy korsarze, tacy jak Francis Drake, łupili hiszpańskie statki na Atlantyku. Wojna była kwestią czasu.
Wojna wybuchła w 1585, kiedy Francis Drake zaatakował hiszpańskie kolonie w Indiach Zachodnich. Kiedy Elżbieta wsparła Republikę Zjednoczonych Prowincji, na hiszpańskim dworze rozpoczęto przygotowania do wyprawy na Anglię. Przyspieszyło je stracenie katolickiej królowej Szkotów i pretendentki do angielskiego tronu Marii Stuart 8 lutego 1587 i atak Drake’a na Kadyks w kwietniu 1587, kosztujący Hiszpanów stratę 37 okrętów. 29 lipca Filip uzyskał od papieża Sykstusa V bullę zezwalającą Jego Arcykatolickiej Mości na pozbawienie Elżbiety tronu i zastąpienie jej osobą, którą król uzna za właściwą.

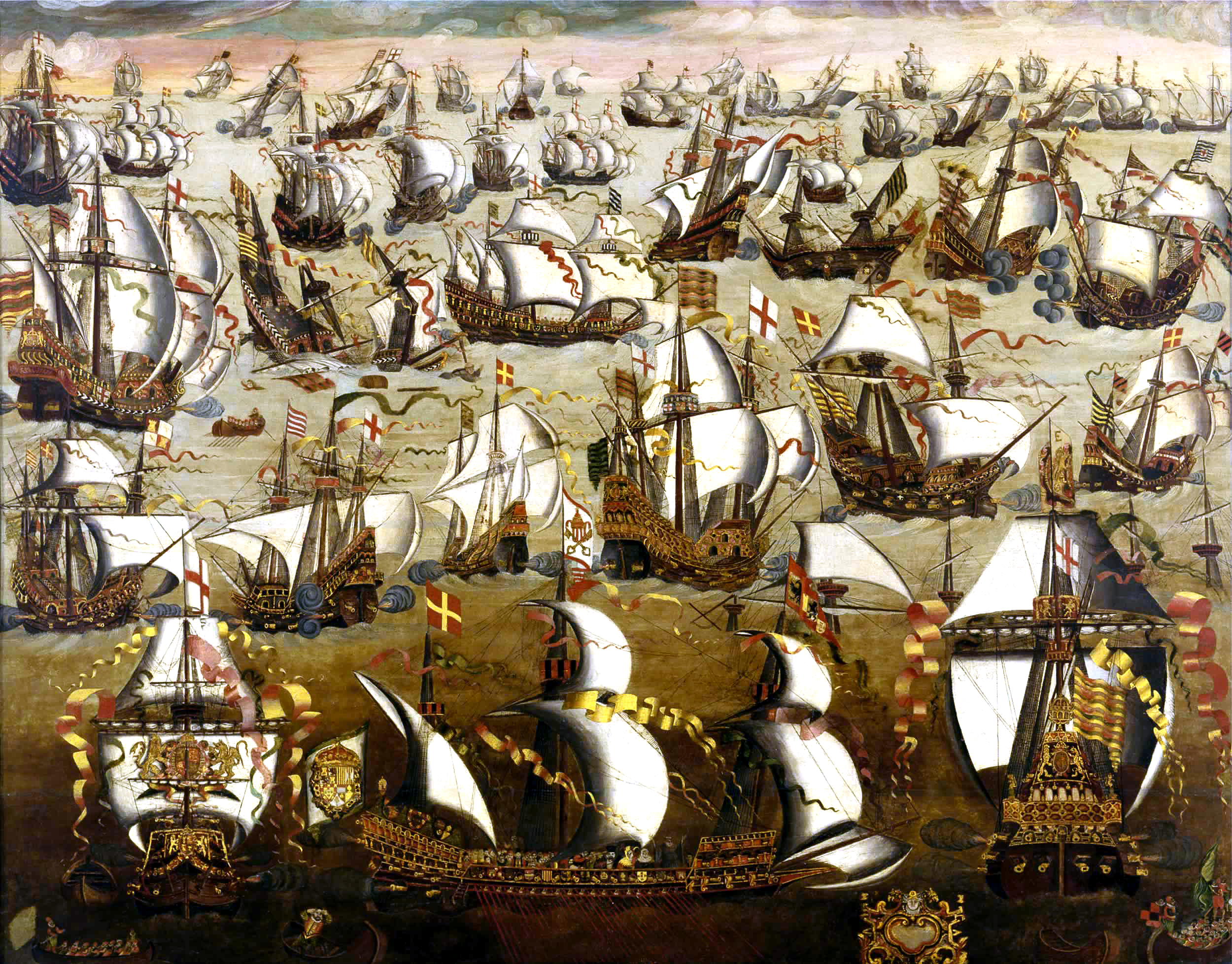
Niezwyciężona hiszpańska Armada

28 maja 1588 flota 130 okrętów (tzw. Wielka Armada) na czele z księciem Medina Sidonia wypłynęła z Lizbony i skierowała się na kanał La Manche. Na pokładach okrętów znajdowało się 8 tysięcy żołnierzy armii inwazyjnej. Kolejne 30 tysięcy miało dołączyć w Niderlandach. Nie doszło jednak to tego, gdyż Holendrzy zablokowali porty i książę Farnese nie mógł wyjść w morze. Hiszpańska flota była zawzięcie atakowana przez Anglików, dodatkowo przeciwko Armadzie zwróciła się również pogoda. Nie mając sił ani warunków do inwazji Medina Sidonia został zmuszony do opłynięcia wysp brytyjskich. Sztormy i zdradliwe wybrzeża Szkocji i Irlandii poczyniły w Wielkiej Armadzie większe spustoszenia niż flota angielska. We wrześniu do Hiszpanii wróciła mniej więcej 1/3 floty. Kiedy jednak Medina Sidonia stawił się przed królem, ten powiedział mu: Uspokój się, książę, wysłałem was przeciw ludziom, nie przeciw burzom.
Następne lata to korsarskie działania Anglików przeciwko hiszpańskiej flocie atlantyckiej i próby inwazji w Portugalii, zawsze bezskuteczne. Po klęsce Armady Filip dość szybko odbudował hiszpańską flotę. Udało jej się zapewnić w miarę skuteczną ochronę statków ze złotem płynących z Ameryki. Dzięki temu złotu udało się przezwyciężyć kryzys z 1596, który zmusił Hiszpanię do ogłoszenia bankructwa (po raz czwarty za panowania Filipa). W latach 1596 i 1597 Filip wysłał kolejne dwie wyprawy do Anglii, w celu wsparcia irlandzkich powstańców, obie zakończyły się porażkami.
Wojna zakończyła się w 1604, po śmierci głównych adwersarzy (Filip zmarł w 1598, Elżbieta w 1603).

### Unia iberyjska

Hiszpania i Portugalia w unii personalnej (unia iberyjska: 1581–1640)

Jedynym poważniejszym nabytkiem Hiszpanii za panowania Filipa II była Portugalia. Władcy Portugalii i królestw hiszpańskich często żenili się między sobą. Matką Filipa była córka króla Portugalii, on sam ożenił się z portugalską księżniczką. W XVI-wiecznej Portugalii rządziła dynastia Aviz. W 1557 tron objął trzyletni Sebastian, siostrzeniec Filipa. Jego marzeniem była wielka krucjata. W 1578, chcąc zrealizować swoje plany, wmieszał się w wewnętrzne rozgrywki w Maroku. 4 sierpnia 1578 w bitwie pod Alcácer-Quibir armia portugalska poniosła straszliwą klęskę, a Sebastian zginął na polu bitwy. Jego śmierć rozpoczęła konflikt o portugalski tron.
Po śmierci Sebastiana jedynym męskim przedstawicielem dynastii Aviz był Henryk I Kardynał, prawie 70-letni duchowny. Zmarł on bezpotomnie już w 1580. Do walki o tron portugalski stanęło troje kandydatów – Filip (jako wnuk po kądzieli Manuela I Szczęśliwego), Katarzyna, księżna de Braganza (w prostej linii wnuczka Manuela I) i Antoni de Crato (joannita, nieślubny syn Ludwika de Beja, syna Manuela I). W styczniu 1580 ukonstytuowała się Rada Regencyjna (Junta), która miała sprawować władzę do czasu wyboru nowego króla.
24 lipca 1580 Antoni de Crato, nie czekając na decyzję Rady, ogłosił się królem Portugalii. Poparła go również księżna de Braganza. Filip wysłał do Portugalii księcia Albę, który 25 sierpnia pokonał pretendenta pod Alcântarą. Dwa dni później padła Lizbona, a Crato i jego stronnicy uciekli na Azory. 17 kwietnia 1581 w Tomar Filip został okrzyknięty królem przez portugalskie Kortezy. Przybył do Portugalii i przebywał tam 2 lata, do 11 lutego 1583, kiedy wyjechał, powierzając rządy nad krajem hiszpańskiemu wicekrólowi.
De Crato i jego zwolennicy próbowali z pomocą angielską w 1589 odzyskać tron Portugalii, jednak bez efektu. Hiszpańskie panowanie nie przyniosło szczęścia Portugalii. Przez 60 lat trwały walki z nieuznającymi Habsburgów rebeliantami. Nastąpiła zapaść gospodarcza kraju, który utracił na rzecz Republiki Zjednoczonych Prowincji wiele swoich kolonii. Dopiero w 1640 Portugalczycy zrzucili hiszpańskie panowanie.

## Żony i dzieci

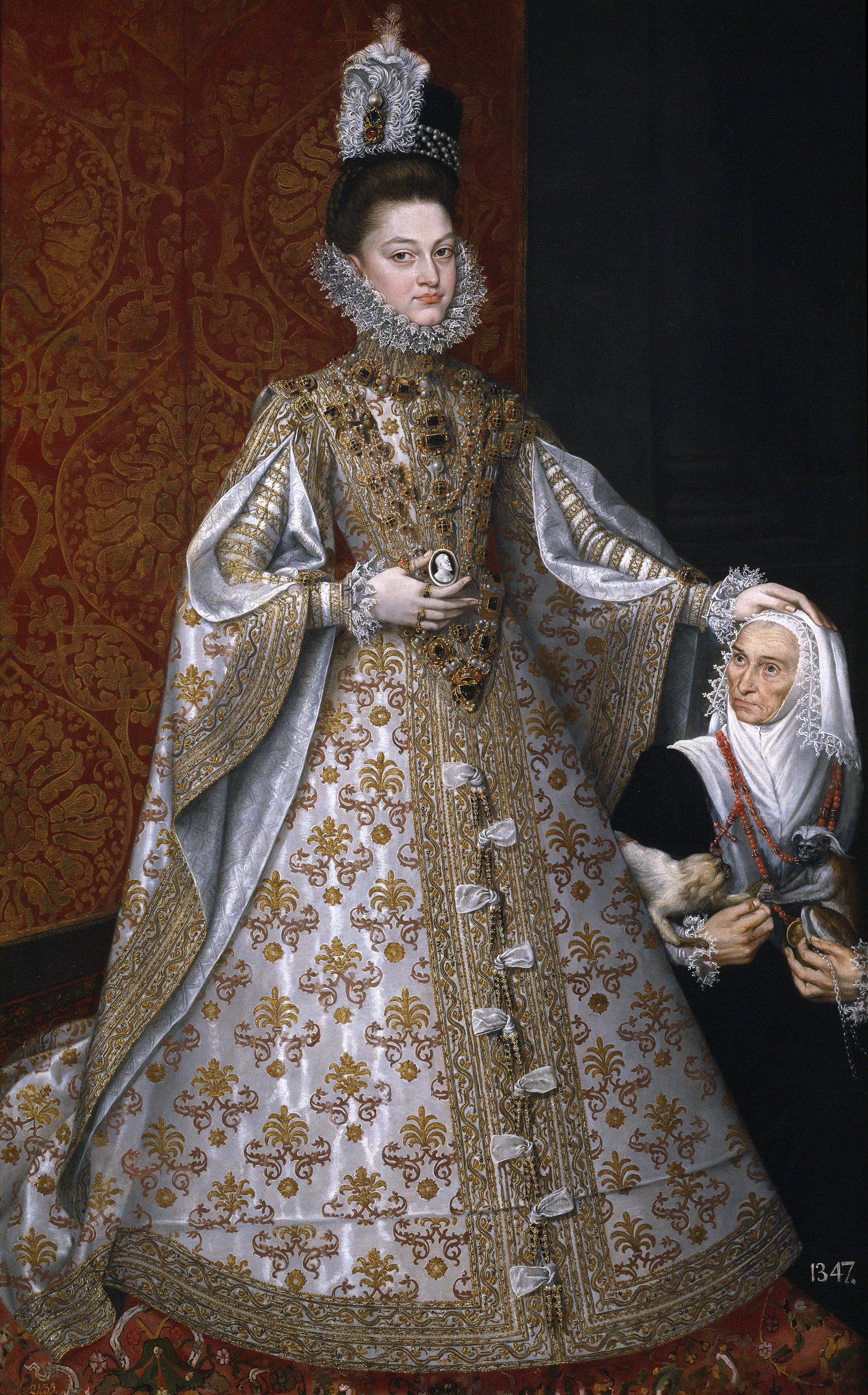
Izabela Klara Eugenia

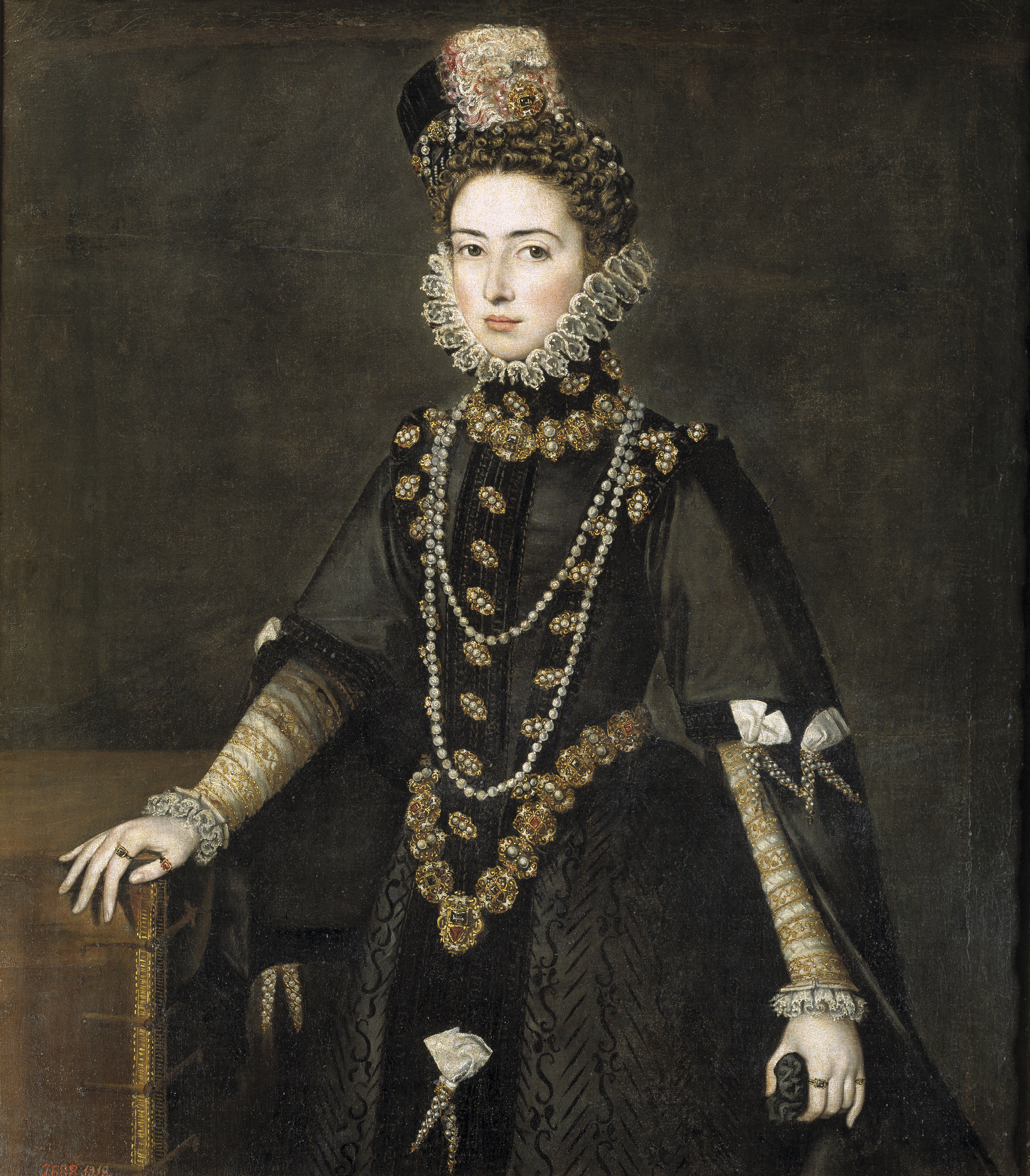
Katarzyna Michalina

12 listopada 1543 w Salamance poślubił swoją kuzynkę – księżniczkę Marię Manuelę Aviz (15 października 1527 – 12 sierpnia 1545), córkę króla Portugalii Jana III Pobożnego i Katarzyny Habsburg, córki króla Kastylii Filipa I Pięknego. Filip i Maria mieli razem jednego syna:
- Don Carlos (8 lipca 1545 – 24 lipca 1568), książę Asturii, upośledzony umysłowo, w 1568 odcięty od świata na rozkaz ojca, zmarł w odosobnieniu

25 lipca 1554 w Winchesterze Filip poślubił Marię I Tudor, katolicką królową Anglii (18 lutego 1516 – 17 listopada 1558), córkę króla Anglii Henryka VIII Tudora i Katarzyny, córki króla Aragonii Ferdynanda II Katolickiego. Małżeństwo to nie doczekało się potomstwa.
22 czerwca 1559 król poślubił Elżbietę de Valois (2 kwietnia 1545 – 3 października 1568), córkę króla Francji Henryka II i Katarzyny Medycejskiej, córki Wawrzyńca II Medyceusza, księcia Urbino. Filip i Elżbieta mieli razem dwie córki:
- Izabela Klara Eugenia (8 grudnia 1566 – 12 grudnia 1633), żona Albrechta VII Habsburga, władczyni hiszpańskich Niderlandów
- Katarzyna Michalina (10 października 1567 – 6 listopada 1597), żona Karola Emanuela I Wielkiego, księcia Sabaudii, miała dzieci

4 maja 1570 w Pradze poślubił swoją siostrzenicę, Annę Austriacką (1 listopada 1549 – 26 października 1580), córkę cesarza Maksymiliana II Habsburga i Marii, córki cesarza Karola V Habsburga. Filip i Anna mieli razem czterech synów i córkę:
- Ferdynand (4 grudnia 1571 – 18 października 1578), książę Asturii
- Karol Wawrzyniec (12 sierpnia 1573 – 30 czerwca 1575)
- Diego Feliks (15 sierpnia 1575 – 21 listopada 1582), książę Asturii
- Filip III (3 kwietnia 1578 – 31 marca 1621), król Hiszpanii i Portugalii
- Maria (14 lutego 1580 – 5 sierpnia 1583)

## Śmierć
Swoje ostatnie chwile Filip spędził w łożu złożony licznymi chorobami. Jego ciało było zniekształcone przez puchlinę wodną i pokryte wrzodami, które wydzielały straszliwy odór. Król umierał w mękach przez 53 dni. Nękany pragnieniem (lekarze zabronili mu picia wody) leżał we własnych odchodach, gdyż strupy pokrywające jego ciało nie pozwalały na jego przesunięcie. Do łoża śmierci Filipa przyprowadzono jego dorosłe już dzieci: Filipa, następcę tronu, i infantkę Izabelę.
Filip do końca nie stracił królewskiej godności. Podczas agonii powtarzał tylko: Ojcze, niech dzieje się wola Twoja, nie moja. Wieczorem 12 września 1598 koniec wydawał się bliski. Filip był przytomny. Widząc przygotowania swojego otoczenia powiedział: Jeszcze nie. O 3.00 13 września poprosił, aby rozpoczęto modlitwę za konających. Teraz nadszedł czas – powiedział. Przy ostatnim wierszu modlitwy stracił przytomność. Uważając, że monarcha nie żyje, przykryto go białym całunem. Filip jednak się ocknął, zdjął całun z twarzy i wskazał na krucyfiks, który towarzyszył śmierci zarówno jego ojca, jak i prababki Izabeli I Katolickiej. Gdy włożono mu go w dłoń, ucałował go i odszedł.
Pochowano go, podobnie jak innych hiszpańskich monarchów, w krypcie kościoła św. Wawrzyńca w Eskurialu, który Filip kazał wybudować.

## Filip II – zleceniodawca morderstwa Bony
Filip II zlecił służącemu królowej Bony, Gian Lorenzo Pappacodzie, zamordowanie polskiej królowej i sfałszowanie testamentu. Jak relacjonuje Julian Bartoszewicz: „Pappacoda przekupił lekarza Jana Antonia z Matery, aby w lekarstwie podał królowej truciznę. Później, Pappacoda pozbył się również lekarza. Bona według zwyczaju kazała Janowi wypić połowę lekarstwa; lekarz je wypił w nadziei, że antidotum, które sobie przygotował, łatwo skutki trucizny zniszczy. Pappacoda nie odstępował ich wtedy obojga ani na krok i nie wypuścił lekarza z komnaty, w której się odbywała tragedia”. Za zgładzenie polskiej królowej Pappacoda otrzymał od Filipa II wielkie dary i dożywotnią pensję. Filip II pisał do księcia Alby: „Przez śmierć królowej polskiej wywiązałem się z obietnicy uczynionej dworowi króla J.M. Katolickiego...”.